# هاينز باير
هاينز باير (بالألمانية: Heinz Beyer)‏ هو مجدف ألماني، ولد في 28 يوليو 1910 في شتشين في بولندا، وتوفي في 26 أبريل 1975 في هانوفر في ألمانيا.

## وصلات خارجية
- هاينز باير على موقع الاتحاد الدولي للتجديف (الإنجليزية)
- هاينز باير على موقع اللجنة الأولمبية الدولية (الإنجليزية)
- هاينز باير على موقع أوليمبيديا (الإنجليزية)